# Jarboe
Jarboe – amerykańska wokalistka, muzyk i kompozytorka, znana przede wszystkim z działalności w eksperymentalnej grupie Swans, z którą występowała w latach 1985–1997. Wraz z liderem Swans, Michaelem Girą współtworzyła także w latach 1986–1990 projekt Skin / The World of Skin. Od 1991 roku prowadzi także karierę solową, nagrywa także wspólnie z innymi artystami. Występuje również pod pseudonimem The Living Jarboe.

## Kariera
Jarboe urodziła się w Nowym Orleanie i dorastała w rejonie Luizjany oraz Missisipi. Jak sama twierdzi, ukształtowały ją w dużej mierze wpływy mistyczne i religijne, które chłonęła na amerykańskim Południu. W dzieciństwie kształciła się w śpiewie chóralnym oraz grze na organach, jednak z czasem porzuciła tę ścieżkę na rzecz zainteresowania muzyką rockową i sztuką eksperymentalną.
Na początku lat 80., zafascynowana debiutanckim albumem Swans – Filth – przeprowadziła się do Nowego Jorku, motywowana głównie chęcią poznania i współpracy z formacją Michaela Giry. Artystka dołączyła do zespołu w 1985 roku, tuż przed sesją do albumu Greed, na których nagrała dodatkowe partie wokalne. Na poprzedzającym kolejny album singlu A Screw Jarboe po raz pierwszy wystąpiła w roli głównej wokalistki (w utworze Blackmail). Od tego momentu jej wkład w twórczość zespołu zaczął rosnąć. Do rozwiązania grupy w 1996 roku Jarboe stanowiła drugą obok Giry siłę twórczą Swans, odpowiadając za instrumenty klawiszowe oraz część aranżacji, a także stając się „drugim głosem” grupy.  Muzyczka nie weszła w skład Swans po reaktywacji grupy w 2010 roku, ale wystąpiła gościnnie na albumie The Seer z 2012 roku.
Równolegle do występów ze Swans Jarboe i Michael Gira nagrali wspólne trzy albumy pod szyldem Skin / The World of Skin. Brzmienie tego duetu w dużej mierze zdeterminowały wpływy Jarboe, co przełożyło się także na zmianę stylistyczną, jaką od drugiej połowy lat 80. zaczęło przechodzić Swans. Równocześnie, artystka podkreśla, iż to rady Michaela Giry w początkowym okresie współpracy miały znaczący wpływ na ostateczne ukształtowanie jej charakterystycznego warsztatu wokalnego.
Po zakończeniu działalności The World of Skin w 1991 roku Jarboe zdecydowała się rozpocząć karierę solową, co według niej samej motywowane było potrzebą uzewnętrznienia kreatywności wobec pewnego braku formalnego uznania jej wkładu na płytach nagrywanych ze Swans. Jej debiutancki album Thirteen Masks ukazał się w 1991 roku i został nagrany przy współpracy z muzykami jej macierzystej formacji. Jeszcze przed rozpadem grupy artystka wydała swój drugi album, Sacrificial Cake (1995), zawierający m.in. alternatywne wersje utworów wykonywanych w końcowym okresie działalności Swans. Po rozwiązaniu zespołu w 1997 roku Jarboe skupiła się na działalności solowej i do dziś regularnie nagrywa nowe albumy, zarówno solowo, jak i we współpracy z innymi artystami i artystkami, takimi jak np. Neurosis czy Helen Money.

## Dyskografia

### Wydawnictwa solowe
Albumy studyjne:
- Thirteen Masks (1991)
- Sacrificial Cake (1995)
- Anhedoniac (1998)
- Disburden Disciple (2000)
- The Men Album (2005)
- The Conduit (2005)
- Mahakali (2008)
- Durga & Her Smile of Radiant Vengeance (2009)
- Alchemic (2010)
- Indemnity (2011)
- Idemnity 2 (2012)
- The Sweet Meat Love and Holy Cult (2013)
- Dreams (2013)
- Zen JJazz (2014)
- Wabi Sabi (2015)
- As Mind Dissolves As Song Begins (2017)

EP:
- Over (2000)
- Magick for Mischiefs (2006)
- Magick for Prudence (2007)
- Magick for Cherishings (2007)

### Pozostałe
Swans:
- Greed (1986)
- Holy Money (1986)
- Children of God (1987)
- The Burning World (1989)
- White Light from the Mouth of Infinity (1991)
- Love of Life (1992)
- The Great Annihilator (1995)
- Soundtracks for the Blind (1996)

Skin / The World of Skin:
- Blood, Women, Roses (1987)
- Shame, Humility, Revenge (1988)
- Ten Songs for Another World (1990)

Współpraca:
- Beautiful People Ltd. (z Larym Sevenem) (1993)
- Neurosis & Jarboe (z Neurosis) (2003)
- Knight of Swords / The Beggar (z Nikiem Le Banem) (2005)
- The End (z Cedrikiem Victorem) (2006)
- Viscera (z Byla) (2007)
- Dark Consort (z Cedrikiem Victorem) (2008)
- J2 (z Justinem Broadrickiem) (2008)
- Jarboe & Helen Money (z Helen Money) (2015)